# Chlorocypha
Chlorocypha är ett släkte av trollsländor. Chlorocypha ingår i familjen Chlorocyphidae.

## Dottertaxa tillChlorocypha, i alfabetisk ordning[1]
- Chlorocypha aphrodite
- Chlorocypha basilewskyi
- Chlorocypha cancellata
- Chlorocypha centripunctata
- Chlorocypha consueta
- Chlorocypha crocea
- Chlorocypha curta
- Chlorocypha cyanifrons
- Chlorocypha dahli
- Chlorocypha dispar
- Chlorocypha frigida
- Chlorocypha ghesquierei
- Chlorocypha glauca
- Chlorocypha gracilis
- Chlorocypha helenae
- Chlorocypha hintzi
- Chlorocypha jejuna
- Chlorocypha luminosa
- Chlorocypha molindica
- Chlorocypha neptunus
- Chlorocypha pyriformosa
- Chlorocypha radix
- Chlorocypha rubida
- Chlorocypha rubriventris
- Chlorocypha schmidti
- Chlorocypha selysi
- Chlorocypha seydeli
- Chlorocypha tenuis
- Chlorocypha trifaria
- Chlorocypha victoriae
- Chlorocypha wittei